# Liste des animaux du Miocène
Ceci est une liste des animaux du Miocène.

## Invertébrés du Miocène
- Archaeogeryon
- Melanoides

## Mammifères du Miocène
- Aceratherium
- Alicornops
- Amphicyon
- Anasinopa
- Anchitherium
- Ancylotherium
- Apelops
- Borophagus
- Calippus
- Canthumeryx
- Chalicotherium
- Cynelos
- Deinotherium
- Dicrocerus
- Dorcatherium
- Elmerimys
- Epicyon
- Euprox
- Gobicyon
- Gomphotherium
- Hemiauchenia
- Hemicyon
- Hipparion
- Hispanotherium
- Hyaenodon
- Hyoboops
- Hypolagus
- Kenyasus
- Kichehia
- Kubanochoerus
- Lagomeryx
- Leptarctus
- Listriodon
- Lopholistriodon
- Machairodus
- Martes
- Masritherium
- Megatylopus
- Megalohyrax
- Melodon
- Metailurus
- Micromeryx
- Mionictis
- Neohipparion
- Nimravides
- Oioceros
- Paleotragus
- Pediomeryx
- Percrocuta
- Platybelodon
- Pliopithecus
- Procamelus
- Prodeinotherium
- Pronasilio
- Protohippus
- Pseudarctos
- Spermophilus
- Stephanocemas
- Teleoceras
- Tungurictis
- Turkanapithecus
- Vulpes
- Zygolophodon

## Poisson du Miocène
- Carcharodon